# Hymenophyllum maxonii
Hymenophyllum maxonii är en hinnbräkenväxtart som beskrevs av Christ och Morton. Hymenophyllum maxonii ingår i släktet Hymenophyllum och familjen Hymenophyllaceae. Inga underarter finns listade.